# Otto Brinkmann
Otto Georg Werner Brinkmann, född 5 juli 1910 i Osnabrück, död 5 februari 1985 i Enger, var en tysk SS-Hauptscharführer och dömd krigsförbrytare. 

## Biografi
År 1934 inledde Brinkmann sin tjänstgöring inom det nazistiska koncentrationslägersystemet. Brinkmann var Rapportführer i koncentrationslägren Neuengamme, Buchenwald och Dora-Mittelbau. En Rapportführer förde befäl över flera Blockführer; en Blockführer var i sin tur chef för en fångbarack. Brinkmann var slutligen Schutzhaftlagerführer i Ellrich-Juliushütte, som var ett av Dora-Mittelbaus satellitläger. 
Brinkmann gjorde sig känd för sin sadism och brutalitet gentemot internerna. Vid ett tillfälle i Ellrich-Juliushütte avslöjades en uthungrad fånge med att skära av kött från en död fånge och äta detta. Brinkmann tvingade då fången att inför sina medfångar även äta den döde fångens testiklar. Därefter lät han prygla ihjäl honom.
Efter andra världskriget ställdes Brinkmann inför rätta vid Dorarättegången och dömdes den 30 december 1947 till livstids fängelse som krigsförbrytare. Han frisläpptes ur Landsbergfängelset den 9 maj 1958 tillsammans med tre dömda krigsförbrytare från Einsatzgruppenrättegången: Martin Sandberger, Ernst Biberstein och Adolf Ott.